# Iturrietako mendiak / Montes de Iturrieta
Iturrietako mendiak / Montes de Iturrieta (baskiska: Iturrietako mendiak) är kullar i Spanien.   De ligger i provinsen Araba / Álava och regionen Baskien, i den norra delen av landet, 280 km norr om huvudstaden Madrid.